# Voorburgse Rugby Club
De Voorburgse Rugby Club (VRC) is een Nederlandse rugbyvereniging uit Voorburg. VRC speelt vanaf september 2023 op sportpark Westvliet in Den Haag.

## Geschiedenis
De vereniging is opgericht in 2015. De club is uitsluitend gericht op jeugdspelers en heeft daarom geen seniorenteams. 
VRC heeft teams in de volgende leeftijdscategorieën: 
- Guppen (4-5 jaar)
- Turven (6-7)
- Benjamins (8-9)
- Mini's (10-11)
- Cubs (12-13)
- Junioren (14-15)
- Colts (16-17)

## Clubtenue en logo
De clubkleuren van VRC zijn rood en wit, de kleuren van het wapen van Voorburg. Dit wapen komt prominent naar voren in het clublogo. Het tenue van VRC is daarom ook wit met rode biezen.